# 권혁빈 (야구 선수)
권혁빈(2005년 11월 4일 ~ )은 KBO 리그 키움 히어로즈의 외야수이다.

## 키움 히어로즈시절
2025년에 입단하였다. 2025년 3월 22일 삼성 라이온즈와의 경기에 출전하며 데뷔 첫 경기를 치렀고, 경기에서 1타수 무안타을 기록하였다.

## 출신 학교
- 칠성초등학교
- 경상중학교
- 대구상원고등학교(전학) -> 경주고등학교(전학) -> 대구고등학교(졸업)